# Cayo Luis Peña
El Cayo Luis Peña es una pequeña isla frente a la costa oeste de Culebra, un municipio de Puerto Rico. La isla es una reserva natural, pero son permitidos los visitantes que estén allí por paseos relacionados con la naturaleza, el buceo y la natación. A los visitantes no se les permite permanecer en la isla durante las noches y la isla sólo es accesible a través de transportes acuáticos privados. 
Esto da como resultado un acceso limitado, para los relativamente pocos visitantes de la isla y permite a los arrecifes que la rodean permanecer más en un estado natural más conservado. El pequeño número de visitantes también hace a la isla más privado para aquellos dispuestos a hacer el viaje. La playa Luis Peña está situada en el lado norte de la isla. La isla debe su nombre a su segundo propietario.